# Mantega pomada
La mantega pomada, mantega en pomada o pomada de mantega és la mantega que s'ha escalfat (entre 20 i 30 °C) i treballat per a donar-li la textura flexible d'una pomada.
S'utilitza en algunes receptes de pastisseria, com la crema de mantega, les magdalenes, la pasta ensucrada o, a la fleca, els bescuits.